# Codex Argenteus
El Codex Argenteus (Biblia de plata) es un manuscrito del siglo VI que originalmente contenía la copia de parte de la Biblia traducida en el siglo IV del idioma griego al idioma gótico por el obispo godo arriano Ulfilas. En concreto el Codex Argenteus es un evangeliarium, un libro sagrado cristiano con los cuatro evangelios (propiamente no es una Biblia, ni siquiera un Nuevo Testamento). De los 336 folios originales del Codex, se conservan 188 (incluyendo el fragmento descubierto en 1970 en la catedral de Espira), escritos por ambas caras, conteniendo la traducción al godo de la mayor parte de los cuatro evangelios, siendo el texto más grande conocido en este idioma extinto y una de las principales fuentes de conocimiento de la más antigua lengua germánica de la que se tenga evidencia escrita, el idioma gótico.
La mayor parte del Codex Argenteus (187 folios) está en exhibición permanente en la biblioteca Carolina Rediviva de la Universidad de Upsala, Suecia. El último folio se encuentra en la Catedral de Espira, Alemania.

## Historia

### Origen
La Biblia de plata fue escrita probablemente en Rávena al comienzo del siglo VI para el rey de los ostrogodos, Teodorico el Grande. Fue realizada como un libro sagrado especial para la corte del Rey de los godos y de los romanos, con algunas letras escritas con tinta de oro (las que en los evangelios copiados corresponden al canon o regla del obispo Eusebio de Cesarea y en las Tablas de Concordancia de los cuatro evangelistas que aparecen en los cuatro arcos de plata dibujados en cada página) y el resto de letras trazadas con tinta de plata (de ahí el nombre argenteus, de plata en latín), en un pergamino de alta calidad teñido de púrpura con tintes vegetales, con un lomo adornado y probablemente encuadernado con perlas y piedras preciosas. Después de la muerte de Teodorico en el año 526 la Biblia de plata no es mencionada en inventarios o listas de libros durante más de mil años, cuando fue redescubierta en la abadía benedictina de Werden, cerca de Essen, en Renania (Alemania) por dos teólogos de Colonia, Georg Cassander y Cornelius Wouters (según la correspondencia que cruzaron a mediados del siglo XVI con otros estudiosos).

### El Misterio de los mil años
Treinta años después de la muerte de Teodorico el Grande, el reino ostrogodo en Italia llegó a su fin con la conquista del mismo por el Imperio bizantino de Justiniano, que hizo de Rávena su capital en Italia. El Codex Argenteus pertenecía a una fe perseguida por herética, escrito en un idioma muerto, y los estudiosos se preguntan cómo llegó a la abadía de Werden en Renania desde Rávena, en la Padania, y sobre todo, cómo un folio se separó y llegó a Espira.
Existen tres teorías principales: la separación temprana, en la que el folio de Espira fue separado del códice en la temprana Edad Media y siguiendo a distintas reliquias de santos de la Iglesia, los restos del manuscrito fueron desperdigados por Europa, llegando a los lugares de culto de sus portadores; la separación posterior supone que el folio de Espira ha estado junto al resto del códice en Werden hasta mediados del siglo XV por lo menos, cuando sus poseedores separaron la última hoja del resto para enviarla a Maguncia, quizá para pedir una opinión experta sobre la naturaleza del códice (hay que recordar, en un idioma desconocido), quizá como muestra para su venta. En Maguncia, la hoja suelta fue puesta junto con las reliquias de San Erasmo, con las que llegó a Espira cuando las propiedades del príncipe-arzobispo de Maguncia Alberto de Brandeburgo se pusieron en orden tras su muerte en 1545. La vía carolingia supone que el Codex Argenteus estaba todavía en Rávena cuando fue tomado por Carlomagno y llevado a su capital en Aquisgrán, a poca distancia de la abadía de Werden.

### Redescubrimiento
En la abadía benedictina de Werden fueron preservadas 187 hojas del pergamino (no antes del año 799, fecha de su fundación por San Ludgero), que se encontraba entre los monasterios más ricos del Sacro Imperio Romano Germánico y cuyos abades poseían el título de príncipes imperiales. El libro, o la parte restante de él, vino a aparecer en la biblioteca del emperador Rodolfo II en su sede imperial de Praga en Bohemia. En 1648, al final de la guerra de los Treinta Años, fue tomado como botín de guerra y llevado a Estocolmo, a la biblioteca de la reina Cristina de Suecia. Después de su conversión al catolicismo y su posterior abdicación (1654), el libro desaparece de su biblioteca cuando el librero de la reina, Isaac Vossius, lo lleva a los Países Bajos. En 1662 el Canciller sueco Magnus Gabriel De la Gardie se lo compró a Vossius, le proporcionó la actual encuadernación y lo donó a la Universidad de Upsala. Olaus Rudbeck, que era rector de la universidad en esa época, es sospechoso de la falsificación hecha al manuscrito en la década de 1670 con el fin de aportar documentos antiguos que probaran sus teorías políticas sobre la Gran Suecia.
El códice permanece a día de hoy en la biblioteca Carolina Rediviva de la citada universidad. En marzo de 1995, la cubierta y algunos folios del Códice fueron robados de la exposición pública que se estaba celebrando en la biblioteca Carolina Rediviva, aprovechando fallos de seguridad. Aparecieron un mes más tarde en una de las taquillas de la consigna de la Estación Central de Ferrocarriles de la capital sueca Estocolmo.
Se desconoce si sobrevivió el resto del libro, las peripecias de su desaparición por mil años y además el posible paradero de los otros fragmentos siguen siendo un misterio.

### El fragmento de Espira
La hoja final del códice, el folio 336, fue descubierta en octubre de 1970 por Franz Haffner en la Catedral de Espira, Alemania. Fue encontrada al restaurar la capilla de Santa Afra de Augsburgo, enrollada alrededor de un marco de madera delgado, contenido en un pequeño relicario originario del taller de Aschaffenburg. La hoja contiene los 9 últimos versículos del capítulo 16 del Evangelio de San Marcos.

## Publicaciones
La primera publicación que mencionaba el códice apareció en 1569, por Johannes Goropius Becanus de Amberes (probablemente debido a sus contactos con Georg Cassander y Cornelius Wouters). En 1597, Bonaventura Vulcanius, otro holandés, publicó el texto, siendo la primera publicación del texto gótico que lo denomina Codex Argenteus. Franciscus Junius, tío de Isaac Vossius, imprimió en Holanda la edición príncipe del códice en 1665. En 1737, Lars Roberg, médico de Upsala, hizo una xilografía de una página del manuscrito; fue incluido en la edición de Benzelius de 1750, y la plancha xilográfica se preserva en la Biblioteca Diocesana y Regional de Linköping. La edición estándar fue hecha por el profesor de la Universidad de Upsala Anders Uppström, entre 1854 y 1857. En 1927, se realizó la última y más importante edición tipo facsímil del códice, debida al profesor de Química (y premio Nobel el año anterior) Theodor Svedberg y a Hugo Andersson.